# Eleanor Everest Freer
Eleanor Everest Freer (ur. 14 maja 1864 w Filadelfii, zm. 13 grudnia 1942 w Chicago) – amerykańska kompozytorka, pisała głównie opery.

## Życiorys
Pochodziła z muzykalnej rodziny; jej ojciec Cornelius Everest był organistą, a matka – śpiewaczką. Jako nastolatka Eleanor śpiewała w operze H.M.S. Pinafore. Uczyła się śpiewu w Paryżu od 1883 do 1886 roku. Uczyła się u Benjamina Godarda i Bernharda Ziehna. Studiowała w Lipsku, gdzie śpiewała dla Giuseppe Verdiego i Ferenca Liszta.

## Twórczość
Tworzyła utwory fortepianowe, pieśni na głos i fortepian i opery. Jej twórczość uległa zapomnieniu. Wybrane dzieła:
- The Legend of the Piper, opera (1924)[2]
- The Court Jester, opera (1926)[2]
- A Christmas Tale, opera (1929)[2]
- A Legend of Spain, opera (1931)[2]
- The Brownings Go to Italy, opera (1936)[3]